# Carmina convivalia
Los carmina convivalia (‘canciones de banquete’ en latín) eran una manifestación de la poesía popular en la Roma primitiva. 
Los carmina convivalia eran canciones que se usaban en los banquetes solemnes con acompañamineto de la tibia, análogos en cierta manera a los escolios de Grecia. El asunto de estos cantos eran las glorias gentilicias, el elogio de aquellos venerables antepasados que se habían hecho ilustres por sus buenos hechos en la paz o en la guerra. 
Estos cantos conviviales resonaban solo en los festines de conmemoración y en los funerales de los grandes. Solo eran una especie de adiós rítmico enviado al difunto por cada uno de los comensales. En efecto, ateniéndose al texto de la Ley de las Doce Tablas, cada uno de los convidados al recibir la copa que pasaba de mano en mano, debía repetir en un ritmo consagrado algunas frases en honor al difunto. 